# Baron Inglewood

Wappen der Barone Inglewood

Baron Inglewood, of Hutton in the Forest in the County of Cumberland, ist ein erblicher britischer Adelstitel in der Peerage of the United Kingdom.

## Verleihung
Der Titel wurde am 30. Juni 1964 für den konservativen Politiker William Fletcher-Vane geschaffen. Heutiger Titelinhaber ist seit 1989 dessen Sohn Richard als 2. Baron.

## Liste der Barone Inglewood (1964)
- William Morgan Fletcher-Vane, 1. Baron Inglewood (1909–1989)
- William Richard Fletcher-Vane, 2. Baron Inglewood (* 1951)

Titelerbe (Heir apparent) ist der Sohn des aktuellen Titelinhabers, Hon. Henry William Frederick Fletcher-Vane (* 1990).